# Yasuji Miyazaki
Yasuji Miyazaki (宮崎康二?, Miyazaki Yasuji; Shizuoka, 15 ottobre 1916 – 30 dicembre 1989) è stato un nuotatore giapponese.

## Carriera
Specializzato nello stile libero ha vinto la medaglia d'oro nei 100 m e nella staffetta 4x200 m ai Giochi olimpici di Los Angeles 1932.
È diventato uno dei Membri dell'International Swimming Hall of Fame.
È stato primatista mondiale della staffetta 4x200 m sl.

## Palmarès
- Olimpiadi
  - Los Angeles 1932: oro nei 100 m sl e nella staffetta 4x200 m sl.